# Höstsonaten (album)
Höstsonaten è un album del gruppo musicale Höstsonaten pubblicato nel 1997.

## Tracce
1. Sinfonia Della Luna part 1 – 1:47
2. Hostonaten – 41:22
3. Remember You – 7:32
4. The Rime Of The Ancient Mariner – 12:35